# David Kustoff
David Frank Kustoff (Memphis, 8 ottobre 1966) è un politico statunitense, membro della Camera dei Rappresentanti per lo stato del Tennessee dal 2017.

## Biografia
Nato a Memphis, dopo gli studi in legge all'Università di Memphis Kustoff divenne avvocato e fondò uno studio legale insieme al suo compagno di studi Jim Strickland, che molti anni dopo fu eletto sindaco della città.
Entrato in politica attivamente, negli anni novanta fu presidente della sezione del Partito Repubblicano della contea di Shelby e in seguito lavorò per le campagne elettorali di George W. Bush e Lamar Alexander.
Nel 2002 si presentò alle elezioni per la Camera dei Rappresentanti ma venne sconfitto nelle primarie repubblicane da Marsha Blackburn, che fu poi eletta deputata. Nel 2006 l'allora Presidente Bush lo nominò United States Attorney per il distretto occidentale del Tennessee, incarico che rivestì per i successivi due anni.
Nel 2016 si candidò nuovamente alla Camera, questa volta per il seggio di Stephen Fincher, che aveva annunciato la sua intenzione di ritirarsi al termine del mandato. Kustoff riuscì ad emergere nelle primarie e successivamente sconfisse anche l'avversario democratico nelle elezioni generali di novembre, divenendo deputato.